# Улица Кандинского
У́лица Канди́нского — улица на юге Москвы в Даниловском районе Южного административного округа от набережной Марка Шагала до улицы Архитектора Мельникова.

## Происхождение названия

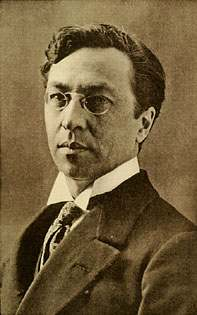
Василий Кандинский в 1913 году.

Улица получила название в марте 2016 года в честь русского живописца, графика и теоретика изобразительного искусства, одного из основоположников абстракционизма Василия Кандинского (1866—1944). Одновременно 14 улиц в районе бывшей промышленной зоны завода имени Лихачева («ЗИЛ») названы именами известных художников и архитекторов XX века в связи с тем, что на этой территории планируется создать музей «Эрмитаж-Москва», где выставят коллекции современного искусства, а также откроют кукольный и драматический театры.

## Описание
Улица начинается от набережной Марка Шагала, проходит на восток, пересекает улицы Архитектора Гинзбурга, Архитектора Голосова и Архитектора Щусева; заканчивается на улице Архитектора Мельникова.